# Pseudopanolis püngeleri
Pseudopanolis püngeleri là một loài bướm đêm trong họ Noctuidae.